# Dimerandra tarapotana
Dimerandra tarapotana är en orkidéart som beskrevs av Dodson och David Edward Bennett. Dimerandra tarapotana ingår i släktet Dimerandra och familjen orkidéer.
Artens utbredningsområde är Peru. Inga underarter finns listade i Catalogue of Life.